# Doʻstlik Yangibozor
Doʻstlik Yangibozor (uzb. «Doʻstlik» futbol klubi Yangibozor, ros. Футбольный клуб «Дустлик» Ташкентская обл., Янгибазар, Futbolnyj Kłub „Dustlik” Taszkientskaja obł., Yangibozor) – uzbecki klub piłkarski, z siedzibą w miejscowości Yangibozor, w wilajecie taszkenckim.

## Historia
Chronologia nazw:
- ???—1962: Paxtakor Yangibozor (ros. «Пахтакор» Янгибазар, Pachtakor Jangibazar)
- 1963—1995: Politotdel Yangibozor (ros. «Политотдел» Янгибазар, Politotdieł Jangibazar)
- 1996—2003: Doʻstlik Yangibozor (ros. «Дустлик» Янгибазар, Dustlik Yangibozor)

Piłkarska drużyna Paxtakor została założona w miejscowości Yangibozor, w wilajecie taszkenckim. 
W 1962 debiutował w Klasie B, strefie 2 Mistrzostw ZSRR, w której zajął 12. miejsce.
W 1963 po kolejnej reorganizacji systemu lig ZSRR już jako Politotdel spadł do Klasy B, strefy 2.
W 1964 zajął 3. miejsce w turnieju finałowym i awansował do Drugiej Grupy A.
W 1970 po kolejnej reorganizacji systemu lig ZSRR ponownie spadł do Drugiej Ligi, strefy 5. W 1971 zajął 13. miejsce ale już nie występował w rozgrywkach na szczeblu profesjonalnym, a tylko w lokalnych turniejach.
Również w 1962 oraz w latach 1964–1970 zespół startował w rozgrywkach Pucharu ZSRR.
Dopiero w 1993 ponownie występował w Wyższej Lidze Mistrzostw Uzbekistanu.
W 1995 zmienił nazwę na Doʻstlik, a w 1999 i 2000 zdobył Mistrzostwo Uzbekistanu.
W sezonie 2003 zajął 11. miejsce w Wyższej Lidze, ale następnie występował tylko w rozgrywkach lokalnych.

## Sukcesy
- 3. miejsce w Drugiej Grupie A ZSRR, turniej finałowy:

1966
- 1/32 finału Pucharu ZSRR:

1965, 1968, 1969
- Mistrz Uzbeckiej SRR:

1991
- Mistrz Uzbekistanu:

1999, 2000
- Zdobywca Pucharu Uzbekistanu:

2000

## Trenerzy
- 1962:  Dobin Shegay
- 1963:  Nikolay Fedorchenko
- 1964:  Sergey Budagov
- 1965–1967:  Andriej Czen Ir Son
- 1967:  Wiktor Sokołow
- 1968:  Mykoła Kuzniecow
- 1969:  Jewgienij Jelisiejew

...
- 1994:  Viktor Jalilov

...
- 01.1996–23.08.1996:  Rustam Mirsodiqov
- 23.08.1996–12.1996:  Mahmud Rahimov

...
- 05.1998–06.1998:  Wiktor Matwijenko
- 1999:  Rustam Mirsodiqov
- 2000:  Leonid Ostrouszko

...
- 2003–0?.2003:  Noʻmon Hasanov

...

## Inne
- Paxtakor Taszkent